# کردی (ماه‌نشان)
کردی یک روستا در ایران است که در دهستان ماه‌نشان واقع شده‌است. کردی ۲۹۸ نفر جمعیت دارد.